# Jorge Luis Hernández
Jorge Luis Hernández Macías (21 de septiembre de 1946 – 8 de octubre de 2004), fue un destacado narrador cubano. Su libro de cuentos El jugador de Chicago obtuvo Primera Mención en el Concurso UNEAC de 1981 y con la novela Un tema para el griego alcanzó el Premio Nacional de la Crítica Literaria en 1987. También incursionó en la radio y el cine, y su cuento fílmico El sastre recibió premio en tres categorías en el Concurso Caracol de la TV cubana en 1984.

## Datos biográficos
Nació en Castellví, Alto Songo, Santiago de Cuba, el 21 de septiembre de 1946, y a los 9 años fue a vivir a la ciudad de Santiago de Cuba. Abandonó los estudios a los 16 años, cuando estaba cursando la Enseñanza Preuniversitaria, y se vinculó directamente a la radio en 1962 en la emisora CMKC de Santiago de Cuba.
En 1966 reanudó y concluyó sus estudios de bachillerato en el Instituto Preuniversitario «Cuqui Bosch». Al año siguiente se matriculó en Ingeniería Eléctrica en la Universidad de Oriente, carrera de la cual se graduó en la especialidad de Telecomunicaciones en 1972.
En el concurso literario organizado con motivo del Festival Nacional de la Federación Estudiantil Universitaria (FEU), en 1973, obtuvo premio en el género de cuento.
Comenzó a trabajar en la empresa Terminales Mambisas de Oriente, como Jefe del Taller de Electrónica del puerto «Guillermón Moncada». Allí permaneció hasta febrero de 1981, año en que se evaluó como asistente de dirección de documentales y pasó a trabajar a los Estudios Cinematográficos de la Televisión Cubana en Santiago de Cuba.
Cuando cierran los Estudios Fílmicos de la Televisión Cubana en Santiago de Cuba, pasa a trabajar en la Casa del Caribe, como editor primero, y luego director, de la revista Del Caribe, responsabilidades que desempeñó hasta su muerte. También laboró en la revista El Caribe Arqueológico.
Tomó parte como ponente en el Congreso “La novela a las puertas del siglo XXI”, celebrado en Buenos Aires en 1987. En 1988 fue elegido Presidente de la Filial de Escritores de la UNEAC en Santiago de Cuba y participó como delegado en el Congreso de la Unión Nacional de Escritores y Artistas de Cuba (UNEAC), celebrado en La Habana. También en ese año integró el jurado del Premio de la Crítica.
Colaboró en las revistas Santiago y Perfil, ambas de Santiago de Cuba, en el suplemento literario de Revolución y Cultura y en la publicación soviética Neva. Visitó Guyana, Guadalupe, la República Federal Alemanayla República Democrática Alemana, esta última para asistir como cineasta en 1987 al Festival Cinematográfico de Leipzig.Fue también editor y director de Ediciones Caserón de la UNEAC santiaguera.
Contrajo matrimonio en 1981, en segundas nupcias, con la escritora Aida Bahr, unión de la que nacieron sus dos actuales hijos: David, en 1984 y el segundo, Daniel, en 1986.
Sufrió el 6 de octubre de 2004 un accidente cerebrovascular que le provocó finalmente la muerte dos días más tarde.

## Actividad creadora
Sus inquietudes creativas abarcaron tanto la literatura, específicamente el cuento y la novela, como la radio y el cine.

### Radio y cine
En 1962 comenzó a trabajar en la emisora radial CMKC de Santiago de Cuba, en la que llegó a ser locutor, actor, guionista y director de programas. Durante un breve tiempo, en 1965, administró la emisora Radio Bayamo, en la provincia Granma.
A inicios de la década del ochenta se vinculó con algunos proyectos del realizador cinematográfico Roberto Román y a los Estudios Fílmicos de la Televisión Cubana en Santiago de Cuba.
Trabajó allí como asistente de dirección y actor en el corto de ficción El juicio final, de Raúl Pomares, y dirigió El sastre, corto basado en uno de los episodios de la novela Bertillón 166, de José Soler Puig. Este filme obtuvo tres premios en el Festival Caracol de 1984, en la categorías de dirección y guion (ambos suyos),  y luces.
Realizó numerosos documentales, la mayoría de los cuales nunca llegaron a ser exhibidos en la televisión. Viajó a Guyana cubriendo la participación de una amplia delegación cultural cubana en un festival, y coincidió con la muerte de Forbes Burnham, de modo que, aunque se hizo el documental, no se presentó a los televidentes.Tampoco fue proyectado el que realizó a Oscar D’León cuando este visitó Cuba, e hizo luego declaraciones contra la Revolución que impidieron programar el filme.
A través de un convenio con la Casa del Caribe, en Santiago de Cuba, realizó una serie de documentales de enfoque etnológico, dedicados a los cultos sincréticos de origen africano. Hizo, entre 1985 y 1989, Fundamento (sobre la regla conga), El cordón (sobre el espiritismo), y La Regla de Ocha (sobre la santería). Intentó realizar un documental sobre la fabricación del ron en Santiago, pero las numerosas dificultades de índole administrativa que tuvo que enfrentar lo hicieron desistir y abandonar finalmente los Estudios Fílmicos de Santiago de Cuba en 1989.

### La literatura: la novela y el cuento
Se dedicó a escribir a plenitud mientras fungía como editor primero y finalmente Jefe de Redacción de dos importantes revistas, Del Caribe y Caserón, la primera perteneciente a la Casa del Caribe, y la segunda a la UNEAC.
Conocer a José Soler Puig, el importante narrador santiaguero, acceder a su obra, le permitió adentrarse en el mundo de la literatura, relacionarse con otros jóvenes que también tenían aspiraciones de escritores, intercambiaban criterios y se trazaban proyectos.
Como ha señalado su compañera Aida Bahr: 

“Soler lo encaminó en la literatura y en la vida. Cuando se conocieron Jorge era muy joven y era una época de mucha efervescencia; él estaba lleno de ideas, de proyectos, pero todo más bien desordenado, y no tenía la comunicación ideal con su padre, que estaba ya muy enfermo. Soler lo ayudó a formarse como escritor y se convirtió en una especie de padre para él”.

Se da así a conocer como escritor en la promoción de escritores cubanos nacidos casi todos en las décadas de los cuarenta y cincuenta. Su obra narrativa es relativamente breve, dividida en dos momentos literarios claramente marcados.

#### Primera etapa
A lo largo de la década de los 80 escribe los cuentos que conformarán su primer libro,El jugador der Chicago, integrado por nueve cuentos: “El último día del campeonato”,  “Historia de dos hombres”, “El primer paso”, “La entrevista”, “El jugador de Chicago”, “El triángulo y la lata de carne”, “Los muertos”, “Colonia” y “El gallo bailarín”.Ese cuaderno obtiene la Primera Mención en el Concurso de Literatura de la UNEAC en 1981, y ve la luz finalmente en 1985.
En El jugador de chicago, Jorge Luis comparte temas cotidianos, adentrándose en los que revelan el cambio moral experimentado por los hombres que habitan una ciudad que constituye la cuna de la Revolución triunfante, proceso en el cual participaron en mayor o menor medida los individuos que la representan.
Por las páginas de El jugador de chicago desfilan los más disímiles personajes: un padre separado de su hijo por las incurables contradicciones intergeneracionales; una madre preocupada por el porvenir de sus hijos; una mujer desorientada y sola; muchachos y muchachas que adolecen, que esperan algo, que aspiran a lo que el porvenir revolucionario pueda ofrecerles.
Un año después publica la novela Un tema para el Griego, la que todos consideran su mejor obra, y que constituyó un punto de giro en la narrativa del país, algo reconocido unánimemente por los estudiosos de la literatura cubana.Una capítulo de la novela lo había leído años atrás, durante el Primer Encuentro de Narrativa Cubana, celebrado en Santiago de Cuba en 1982.
Si su primer libro pasó algo inadvertido por la crítica, como el mismo reconocería, la novela se alzó al año siguiente con el Premio de la Crítica Literaria, y motivó reseñas y comentarios muy elogiosos, como los de Madeline Cámara, y los importantes narradores José Manuel Prieto y Leonardo Padura.
También la del narrador y cineasta Jesús Díaz, premio Casa de las Américas de cuento, publicada esta en la revista El Caimán Barbudo:

“Un tema para el Griego resuelve, de manera ejemplar, lo que a mi juicio constituye el principal problema de la actual narrativa cubana: contar en términos de estricta contemporaneidad. No me refiero, desde luego, al falso dilema entre contenidismo y escapismo, tan viejo y tan primario que ha dejado de existir para cualquier literatura mínimamente profesional. Pienso más bien en la tenaz aspiración a innovar técnicamente que el mal llamado boom puso de moda hace más de veinte años y que, cumplida su función de desempolvar la narrativa latinoamericana, ha devenido historia. Algunos lo ignoran. Jorge Luis Hernández no…”

En Ensayo de un cambio. La narrativa cubana de los 80, Begoña Huertas repara en esta novela y destaca que  Un tema para el Griego es una de las novelas situadas en el presente inmediato, a diferencia de otras que vuelven la mirada al pasado.
La crítica nacional coincide en resaltar la nueva visión sobre el socialismo y la novedosa estructura de la novela. Ella permite mostrar otro tipo de personaje, actual,  formado en el proceso de la lucha revolucionaria, donde afloran rasgos negativos del nuevo régimen social.
El importante crítico Luis Álvarez destaca, dentro de las virtudes de ella, como el protagonista, que trata de develar un enigma profesional, termina aplicando esas técnicas sobre sí mismo para descubrir sus propios secretos y contradicciones.
En “Los puentes de la novela”, el narrador Carlos Esquivel ha establecido puntos de contactos entre esa novela y El octavo día, de Marek Hlasko.
Para el poeta, narrador, ensayista y crítico Jesús David Curbelo:

“Un tema para el Griego es una novela imprescindible para la narrativa cubana del siglo XX y que, como siempre sucede con los textos de su estirpe, resulta distinto y superior cada vez que nos aventuramos en sus páginas”.

Criterio muy similar vierte sobre esta novela, desde la distancia en el tiempo, el narrador y ensayista José M. Fernández Pequeño:

“Hoy, casi veinte años después, cuando el dato de haber participado en la renovación de la novela nacional en los 80 pertenece al dominio de la arqueología literariaUn tema para el Griego sigue convenciendo por la reciedumbre de su arquitectura, por la serenidad de su lenguaje literario y por la honradez”.

Un tema para el griego fue reditada en Cuba en 2002, esta vez por la Editorial Oriente.

#### Segunda etapa
Pasarían quince años antes de que volviera a publicarse algún nuevo libro suyo. Sobre esos años de silencio ha opinado su compañera Aida Bahr:

“Jorge no escribió casi durante la década delos 80 porque se la pasó haciendo cine, y eso hubiera desplazado a la literatura si le hubiesen permitido hacer cine de ficción. En los 90 escribió muy lentamente no solo porque era un perfeccionista feroz que nunca consideraba terminado un texto, sino porque las dificultades económicas que vivía el país y se reflejaron en casi todos los cubanos le ocupaban el tiempo y la mente. Creo que eso es claramente perceptible en los cuentos de El relumbre del oro.

En la segunda etapa literaria aparecen sus tres últimos libros: El relumbre del oro (cuento, 2003), La evasión de Cristián Pied(novela, 2005) y Últimos mensajes (novela, 2006). Los dos últimos se publicarían póstumamente.Son tres libros que toman a la literatura como objeto de representación de la dureza de estos años; los sueños y esperanzas de hombres y mujeres que muestran un cambio de pensamiento. Las preocupaciones de Hernández vuelven a girar sobre la familia, pero hace mayor énfasis en los elementos mágico-religiosos, en la emigración y en el amor.
El relumbre del oro es el primer libro de la segunda etapa literaria. Todos los cuentos de este cuaderno fueron escritos luego de 1995, excepto el que da título al libro y que apareció publicado en la revista Letras Cubanas en 1989.
La nueva entrega constó de cinco piezas: “El esfumador”, “El relumbre del oro”, “Isis o la noche del espejo”, “Lo mejor de nosotros” y “Memoria”. En ella Jorge Luis escribe sobre la identidad, la nostalgia que se siente al partir, obligados o no, al estar lejos, y el recuerdo vívido a través de elementos aparentemente insignificantes.
El poeta y narrador Yunier Riquenes ha señalado sobre El relumbre del oro:

“Los cuentos son ejemplos de la dura realidad económica de los años noventa, muy diferente a la que viven los personajes de El jugador de chicago y Un tema para el Griego. Jorge Luis evade las modas y diseña los personajes tomando distancia de los estereotipos; se trataba del paso a una nueva cotidianidad”.

Un año después de su muerte sale a los lectores La evasión de Cristián Pied. En esta novela es notable la construcción del narrador y el mayor tratamiento de temas ya abordados en El relumbre del oro. Se retoma el tema de la emigración, presente en “El esfumador”, pero vista ella de otra manera. La confusión y claridad de la memoria, del cuento “Memoria”, y las relaciones familiares que persisten de la primera etapa, reafirman la línea ideotemática que caracterizará toda su obra.
La nota de cubierta de la novela destaca que: En busca de la felicidad, del amor, y finalmente de sí mismos, los personajes de esta novela se enrolan en un pulseo con sus circunstancias que se resuelve de un modo ejemplar, gracias a la pericia del novelista: de su estilo preciso y de su sentido de la narración.
Últimos mensajes es la novela inconclusa de Jorge Luis Hernández. Reitera la preocupación por el tratamiento de la ética, desplegada desde Un tema para el Griego.Viene a reafirmar su interés por trabajar a fondo con la cultura popular cubana, pero también retoma el espacio familiar, y las personas que no se atreven a enfrentar su propio destino.

## Valoración crítica de su obra
Los colegas de Jorge Luis y los críticos coinciden en que su obra y su personalidad se caracterizan ambas por la honestidad y el rigor. Lo reflejó en su posición ante el trabajo creador, en la seriedad con que asumía el acto de la escritura, no como un acto de desbocarse, sino de pensar casi matemáticamente, calculando el porcentaje de frases largas y cortas, la exactitud del lenguaje, los signos de puntuación, y en su paciencia desmedida ante el hecho de publicar, sin miedo al silencio, hasta encontrar la mejor manera de decir. Todo ello se refleja en la limpieza de su prosa.
Al salir a la luz Últimos mensajesen 2007, el crítico y ensayista Luis Álvarez, conocedor profundo de su obra, señaló: 

“… fue uno de los más destacados escritores de la literatura de la Revolución y, tal vez, quien mejor y más sólidamente trabajó en su obra los conflictos sociales y éticos inherentes a la segunda mitad del siglo XX cubano, encarados desde perspectivas ahondadoras y sin estereotipos que, en las últimas décadas, han lastrado no poco la narrativa cubana”.

En las palabras introductorias de la revista La Gaceta de Cuba al dosier en su homenaje, se señaló con total justeza:La modestia que lo caracterizó en vida no debe ahora (no debió nunca) ocultar la relevancia de su obra. Ajena a ese tipo de difusión escandalosa y vacía que él mismo rechazó, su obra continuará conociéndose, estudiándose en profundidad, ampliándose, incluso, con las páginas suyas que aún nos faltan por leer.
Alberto Garrandés, en un artículo incluido en ese dosier de homenaje, concluye:

“Jung decía que alcanzamos la iluminación ante el laberinto del mundo, no tras imaginar figuras e ideas luminosas, sino cuando somos conscientes de la oscuridad del mundo. Jorge Luis Hernández supo de ella y alcanzó a expresarse —me parece que en proporción con ese saber— en un estilo cuya fragua se alimentó de algo que sus lectores y personajes acaso deberíamos llamar un orgullo de la dignidad y el honor frente a las palabras”.

En el prólogo a la recopilación de todos sus cuentos, afirma el narrador y ensayista Abel Prieto:

“La narrativa de Jorge Luis tiene un don esencial que la salva definitivamente de la maldición de lo explícito: su método único, innovador, personalísimo, de aplicar la teoría del iceberg. En ese juego entre lo-que- se-sabe, que es muy poco, y lo-que-no-se-sabe, que intuimos como algo enorme, inquietante, radica uno de los principales atractivos de su obra”.

## Homenajes
La Gaceta de Cuba, la más importante revista cultural del país, dedicó en su No. 3 de 2005 un dossier en su homenaje, el que incluyó un texto de quien fuera su amigo y compañero de labor en la revista Del Caribe, el narrador y ensayista José M. Fernández Pequeño, y también textos de los importantes críticos cubanos Jesús David Curbelo y Alberto Garrandés.
El dossier comprendió también “El laberinto de los doce señores”, un capítulo de la novela inconclusa de Jorge Luis que vería la luz en 2006 con el título de Últimos mensajes.
En 2007, con motivo del 20 aniversario de Un tema para el griego, se desarrolló una jornada de actividades en Santiago de Cuba, que incluyó lecturas de textos suyos en instituciones de la ciudad,  la inauguración de la muestra fotográfica “La otra mirada de Jorge”, la proyección de los cortomertrajes El sastre y El juicio final, y cerró con la mesa teórica “Un tema para el griego 20 años después”, con la participación de los doctores, ensayistas e investigadores literarios Luis Álvarez y Olga García Yero.
El Primer Encuentro de Escritores Orientales, convocado por la UNEAC y desarrollado en septiembre de 2011 en Santiago de Cuba, tuvo como uno de sus propósitos explícitos conmemorar el 65 aniversario de su natalicio.
En noviembre de 2014, décimo aniversario de su fallecimiento, se celebrará una jornada de homenaje en la UNEAC de Santiago de Cuba, que tendrá entre sus momentos la presentación de Todos los cuentos de Jorge Luis Hernández, una recopilación de sus cuentos, publicada por Ediciones Unión en 2014, y con prólogo del narrador y ensayista Abel Prieto Jiménez.

## Reconocimientos
- Mención Concurso UNEAC de cuento por El jugador de Chicago (1981).
- Premio Caracol en las categorías de dirección y guion por el corto de ficción El sastre. (1984).
- Premio de la Crítica Literaria por la novela Un tema para el griego (1987).

## Obra literaria

### Cuento
- El jugador de Chicago, Editorial Unión, La Habana, 1985.
- El relumbre del oro, Editorial Unión, La Habana, 2003.
- Todos los cuentos de Jorge Luis Hernández (antología), Editorial Unión, La Habana, 2014.

### Novela
- Un tema para el griego, Editorial Letras Cubanas, La Habana, 1986; Editorial Legasa, Argentina, 1988; Editorial Oriente, Santiago de Cuba, 2002.
- La evasión de Cristián Pieck, Editorial Letras Cubanas, La Habana, 2005.
- Últimos mensajes, Editorial Unión, La Habana, 2006.

### Obra recogida en antologías
- Del 53 al 65, Editorial Oriente, Santiago de Cuba, 1975.
- Camino de Santiago, Editorial Neva, URSS, 1986.
- “La entrevista”, en Cuentos de la vida y la muerte, Editorial Oriente, Santiago de Cuba, 1987.
- “El esfumador”, en La ínsula fabulante. El cuento cubano en la Revolución (1959-2008). Editorial Letras Cubanas, Cuba, 2008.